# شهرستان دمیتریفسکی
شهرستان دمیتریفسکی (به لاتین: Dmitriyevsky District) یک شهرستان در روسیه است که در استان کورسک واقع شده‌است.